# Thalaina
Thalaina is een geslacht van vlinders van de familie spanners (Geometridae), uit de onderfamilie Ennominae.

## Soorten
- T. allochroa Lower, 1902
- T. angulosa Walker, 1864
- T. clara Walker, 1855
- T. chionoptila Turner, 1947
- T. inscripta Walker, 1855
- T. kimba McQuillan, 1981
- T. macfarlandi Wilson, 1972
- T. paronycha Lower, 1900
- T. selenaea (Doubleday, 1845)
- T. tetraclada Lower, 1900